# Elitsa Todorova
Elitsa Todorova (Varna; 2 de septiembre de 1977) es una cantante folk y artista musical búlgara. Es conocida especialmente por su participación representando a Bulgaria en el Festival de la Canción de Eurovisión junto a Stoyan Yankulov dos veces, en las ediciones de 2007 y 2013, que se celebraron en Helsinki (Finlandia) y Malmö (Suecia), respectivamente. En 2007, Elitsa Todorova y Stoyan Yankulov obtuvieron el quinto puesto en la Gran Final, dándole a Bulgaria su mejor resultado hasta 2016. Sin embargo, en 2013 no lograron pasar a la Gran Final.

## Biografía
Se dio a conocer como artista en 1995 con el primer premio en el "Festival Nacional de Música Folclórica Búlgara" en la ciudad de Varna, pero lleva dedicándose a la música folclórica desde mucho antes. 
En la escuela "Philip Koutev" de Kotel se especializó en canto folclórico búlgaro, mientras que en la escuela de música "Dobri Hristov" de Varna se especializó en percusión. Su voz es considera específica, fuerte y robusta por los críticos, además de poseer una ornamentización rica y hermosa.
Trabajó en el coro de "El Misterio de las voces búlgaras", "Formación Varna" y el coro de "Voces cósmicas de Bulgaria" interpretando canciones en yidis y sánscrito.
En 2003 comenzó a trabajar con el baterista y percusionista más popular y famoso de Bulgaria Stoyan Yankoulov, convirtiéndose el dúo en un fenómeno musical instantáneo. Entre los instrumentos de los que ella toca están el darbuka, la batería, las maracas, la clave, las campanas tubulares, el güiro entre otros. Además, Todorova utiliza de manera poco convencional instrumentos de percusión tradicionales, logrando mezclas improvisadas de folclore, jazz, música clásica y música étnica. 

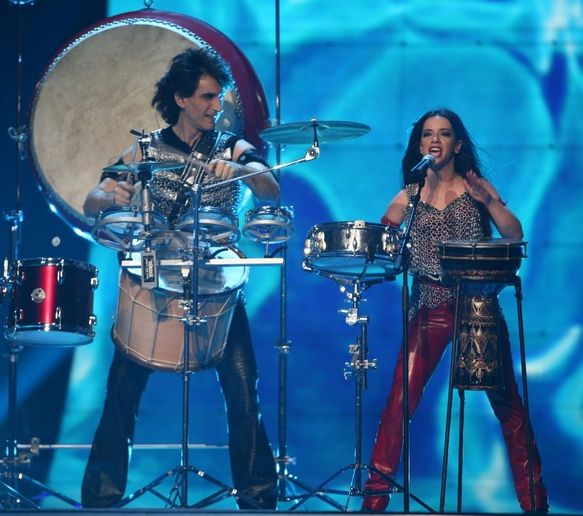
Elitsa y Stoyan interpretando la canción "Water" en Helsinki (2007).

También ha trabajado con distintos músicos como Teodosio Spassov, Ivo Papazov, Vasko Vassilev, Arabel Karajan, Rushi Vidinliev, entre otros. 
En 2005 recibió el premio "Fenómeno de Oro" por la excelencia en el ámbito del canto y arte instrumental y la difusión de la cultura búlgara en el mundo.
En febrero de 2007, Elitsa, junto a Stoyan Yankoulov ganaron el derecho de representar a Bulgaria en el Festival de la Canción de Eurovisión 2007 con su canción "Water". El dúo logró en la final un quinto puesto con 157 puntos, siendo hasta el momento, el mejor resultado de este país en el certamen europeo.
En febrero de 2013, fue seleccionada de forma interna junto con Stoyan Yankoulov para volver a representar a Bulgaria en el Festival de la Canción de Eurovisión 2013 que se celebró Malmö (Suecia), país vecino donde cosecharon el mayor éxito de Bulgaria, por el momento, en el Festival de la Canción de Eurovisión 2007. No obstante, en 2013 no pasó a la final.

## Premios
- 1995: Primer premio en el "Festival Nacional de Varna de Música Folclórica".
- 1995: Primer premio en el "Concurso Nacional para cantantes jóvenes" en el nombre de Gyurgya Pindzhurova.
- 2005: Estatuilla "Fenómeno de oro".
- 2005: Estatuilla "Fenómeno de oro" por extraordinarios logros en el ámbito del canto y del arte instrumental y la presentación de la cultura búlgara en el mundo.
- 2005: "Lira de cristal" en la categoría jazz.
- 2005: Diploma de la Embajada de la República Austriaca por su gran contribución en la promoción de la música jazz búlgara en Austria dentro de los límites del programa europeo "Step across the border".
- 2007: Mujer del año según la revista GRAZIA.
- 2007: octubre: "Lira de Cristal" en la categoría de música pop y rock.
- 2007: Estatuilla de oro a mejor video para la canción "Water" de MAD TV Grecia, en Atenas.
- 2007: Estatuilla "Orfeo" en Smolyan.
- 2007: Medalla de Honor de la Asamblea Nacional y el Ministerio de Bosques y el Agua.
- 2008: "Premios Musicales de BG Radio".
- 2008: Premio Especial de "BG Radio" como embajadora de la cultura búlgara.
- 2008: Estatuilla de oro a la mejor canción del año "Water".
- 2008: Estatuilla de oro a "Mejor duo búlgaro".

## Discografía

### Sencillos
- 2007: "Water"
- 2007: "Earth"
- 2007: "Cosmos"
- 2013: "Samo Shampioni (Само Шампиони)"

### Álbum
- 2007: "Drumboy"